# Steintorwall (Hamburg)

Lage des Steintorwalls im Wallring

Der Steintorwall ist eine knapp 280 Meter lange Innerortsstraße im Zentrum von Hamburg zwischen den Stadtteilen Hamburg-Altstadt (Westseite) und St. Georg (Ostseite). Als Teil des historischen Wallrings (Ring 1) um die Hamburger Innenstadt gehört er zum Hauptverkehrsstraßennetz von Hamburg und trägt die amtliche Schlüsselnummer S653. Er verläuft in nord-südlicher Richtung zwischen der Spitalerstraße im Norden (Lage) und der Steinstraße im Süden (Lage). Etwa auf halbem Wege kreuzt der Straßenzug Mönckebergstraße–Steintordamm. Nördlich schließt der Glockengießerwall an, südlich der Klosterwall.

## Geschichte

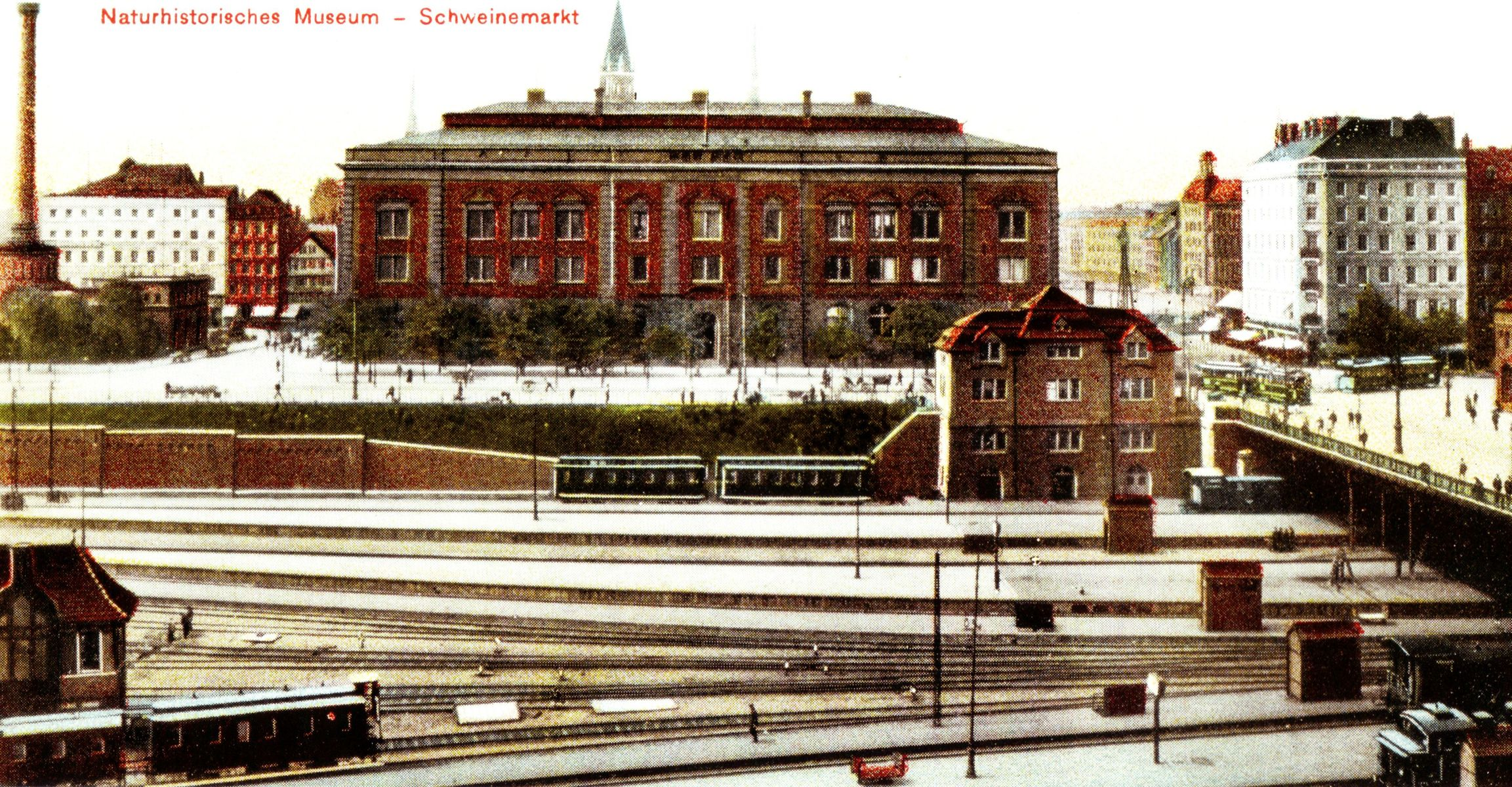
Historische Ansicht des – hier noch als Schweinemarkt bezeichneten – Steintorwalls mit Badeanstalt (links), Naturhistorischem Museum sowie Hotel Berliner Hof (rechts), davor die Gleise des 1906 eröffneten Hauptbahnhofes.

Benannt ist der Steintorwall nach dem früheren Steintor, das sich zuletzt am Südende des heutigen Hauptbahnhofes (Steintordamm) befand. Die Bezeichnung des Wallabschnitts beiderseits des Tores als „Steintorwall“ ist etwa seit den 1860er Jahren nachweisbar, vorher bildete er gewissermaßen die äußere (östliche) Begrenzung des Schweinemarktes, der im 17. Jahrhundert zwischen der alten Stadtmauer („Lange Mühren“) und dem neuen Festungswall entstanden war. Nachdem der Viehhandel 1867 aus hygienischen und logistischen Gründen auf den neuen Zentralen Vieh- und Schlachthof am Heiligengeistfeld verlagert worden war, wurde der Schweinemarkt sukzessive überbaut, wodurch der Steintorwall als eigenständige Straße entstand: Bereits 1855 war am Südende des Platzes (zur Steinstraße hin) das erste deutsche Volksbad eröffnet worden. Es überstand trotz Bombenschäden den Zweiten Weltkrieg und wurde 1963 zugunsten eines Parkhauses abgerissen. 1891 folgte nördlich der Badeanstalt das im Krieg zerstörte Naturhistorische Museum, an dessen Stelle in den 1960er Jahren das Kaufhaus Horten erbaut wurde.

## Gegenwart

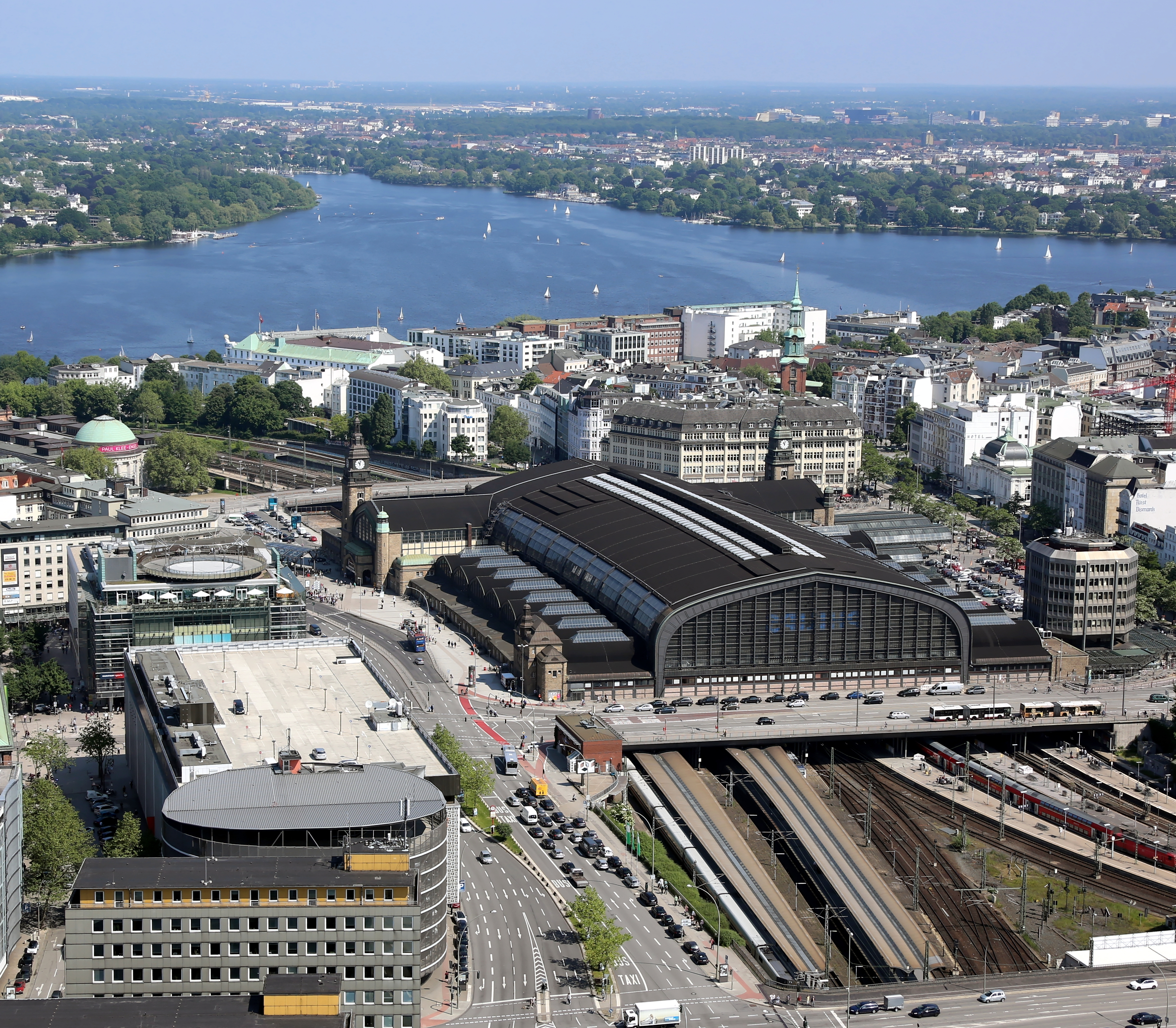
Luftaufnahme des Steintorwalls zwischen Hauptbahnhof (rechts) und Kaufhäusern (links)

Der Steintorwall wird an seiner Westseite vom ehemaligen Horten-Kaufhaus (später Saturn, heute MediaMarkt) sowie nördlich der Mönckebergstraße von der ehemaligen Karstadt-Sport-Filiale (seit 2021 als Kulturzentrum „Jupiter“ genutzt) flankiert; die Ostseite wird vom Hauptbahnhof bzw. dessen südlichem Gleisvorfeld eingenommen. Unter dem Steintorwall verläuft seit 1966 der Wallringtunnel, zwischen diesem und dem Hauptbahnhof befindet sich mit dem dreistöckigen Tiefbunker Steintorwall eine der größten Zivilschutzanlagen aus dem Zweiten Weltkrieg. Außerdem wird die Straße von den Linien U1 und U3 der Hamburger U-Bahn sowie von einer Fußgängerunterführung zwischen Hauptbahnhof und Mönckebergstraße unterquert.
Die Fußgängerampel zwischen der Fußgängerzone Spitalerstraße und dem nordwestlichen Eingang des Hauptbahnhofs zeigt seit 2006 einen Countdown, der die verbleibende Rotzeit optisch herunterzählt. Grund für die Einführung dieser in Deutschland eher seltenen Anlagen war seinerzeit ein hoher Anteil an bei Rot gehenden Fußgängern (Fachbegriff: Rotläufer) und daraus folgenden Unfällen und Unfallrisiken. Der Anteil an Rotläufern hatte sich nach einer die zuvor erste Einsatzstelle 2005 am Gänsemarkt begleitenden Studie deutlich verringert.